# Franz Wudy
Franz Wudy (ur. około 1965) – niemiecki biathlonista reprezentujący też RFN, srebrny medalista mistrzostw świata.

## Kariera
Pierwszy sukces osiągnął w 1984 roku, kiedy wspólnie z kolegami z reprezentacji zdobył brązowy medal w sztafecie podczas MŚJ w Chamonix. Na rozgrywanych rok później MŚJ w Egg am Etzel w tej samej konkurencji zdobył srebrny medal. W 1986 roku wystąpił na mistrzostwach świata w Oslo, gdzie zajął 17. miejsce w biegu indywidualnym, a sztafeta RFN została zdyskwalifikowana. Największy sukces osiągnął podczas mistrzostw świata w Feistritz, razem z Herbertem Fritzenwengerem, Georgiem Fischerem i Fritzem Fischerem zdobywając srebrny medal w biegu drużynowym. Na tej samej imprezie był też dziesiąty w biegu indywidualnym i szósty w sztafecie.
W Pucharze Świata zadebiutował w sezonie 1985/1986. W indywidualnych zawodach tego cyklu nigdy nie stanął na podium, jednak w sztafetach dokonał tego pięciokrotnie, w tym 20 marca 1988 roku w Jyväskylä sztafeta RFN w składzie: Franz Wudy, Stefan Höck, Georg Fischer i Herbert Fritzenwenger zajęła pierwsze miejsce. Najlepsze wyniki osiągnął w sezonie 1987/1988, kiedy zajął 15. miejsce w klasyfikacji generalnej. Nigdy nie wystartował na igrzyskach olimpijskich.

## Osiągnięcia

### Mistrzostwa świata
| Rok  | Miejscowość | Konkurencje | Konkurencje | Konkurencje | Konkurencje | Konkurencje | Konkurencje | Konkurencje |
| Rok  | Miejscowość | IN          | SP          | PU          | MS          | RL          | MR          | SR          |
| ---- | ----------- | ----------- | ----------- | ----------- | ----------- | ----------- | ----------- | ----------- |
| 1986 | Oslo        | 17.         | –           | nd.         | nd.         | DSQ         | nd.         | –           |
| 1987 | Feistritz   | 10.         | –           | nd.         | nd.         | 6.          | nd.         | –           |

### Puchar Świata

#### Miejsca w klasyfikacji generalnej
| Sezon     | Miejsce |
| --------- | ------- |
| 1985/1986 | 24.     |
| 1986/1987 | 66.     |
| 1987/1988 | 15.     |
| 1988/1989 | 36.     |
| 1989/1990 | 55.     |

#### Miejsca na podium chronologicznie
Wudy nigdy nie stanął na podium indywidualnych zawodów PŚ.